# Ducat des Deux-Siciles
Pour les articles homonymes, voir Ducat.
Le ducat (en italien ducato) est l'ancienne monnaie officielle du royaume des Deux-Siciles, de 1816 à 1861. Il a été remplacé par la lire italienne.

## Histoire monétaire
Le royaume des Deux-Siciles est né de la volonté du Congrès de Vienne, à partir de la fusion du royaume de Naples et du royaume de Sicile. Le nouveau ducat institué en 1816, remplace le ducat du royaume de Naples, la lire des Deux-Siciles et la piastre sicilienne. La loi du 20 avril 1818 fixe l'unité monétaire du royaume dans le duché des Deux-Siciles, un ducat d'argent pèse 22,943 g, au titre de 833,33 millièmes. Un ducat se divisait en 100 grana (au singulier, grano). Si le ducat est désormais une monnaie de compte plus simplifiée qu'au siècle précédent, il ne fut frappé aucune pièce de 1 ducat. Des monnaies de 3, 6, 15 et 30 ducats le furent en or. Le ducat était également divisé en 200 tornesi (en français, gros tournois, son lointain ancêtre).
La plus grosse pièce en argent fut la 120 grana, valant donc 1,2 ducat, appelée communément piastra. En 1861, le calcul du taux de conversion en lire italienne se fit sur la base de cette pièce, on donnait 4,32 lires pour 120 grana.
Le royaume avait frappé entre 1816 et 1861 pour un montant total de 188 478 878 ducats, valant plus de 801 millions de lires. Ce transfert fut opéré par la banque des Deux-Siciles, à raison de 443,3 millions de lires, ce qui fait de ce royaume le plus gros producteur monétaire de toute l'Italie pré-unifiée.

## Émissions monétaires

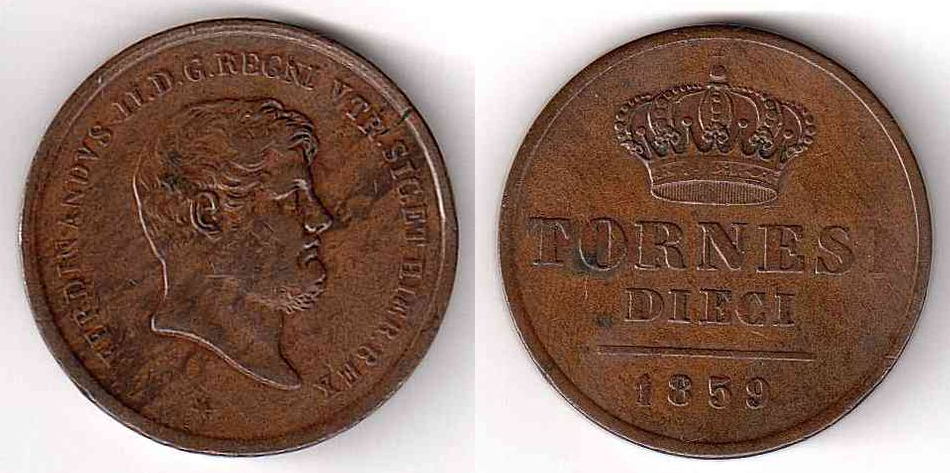
Pièce de 10 tornesi (1859, cuivre, recto/verso) figurant Ferdinand II.

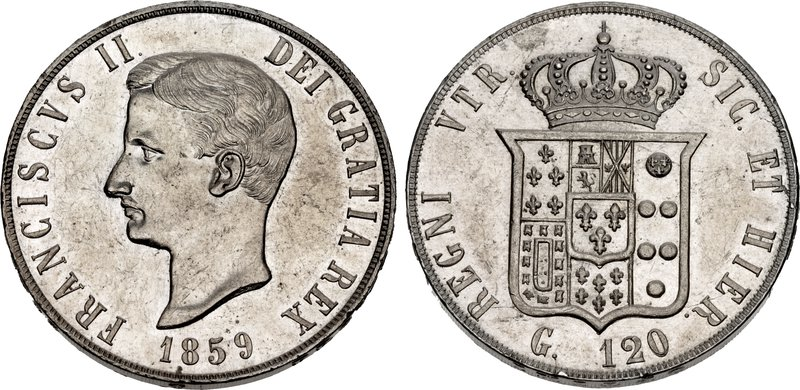
Pièce de 120 grana (1859, argent, recto/verso) figurant François II.

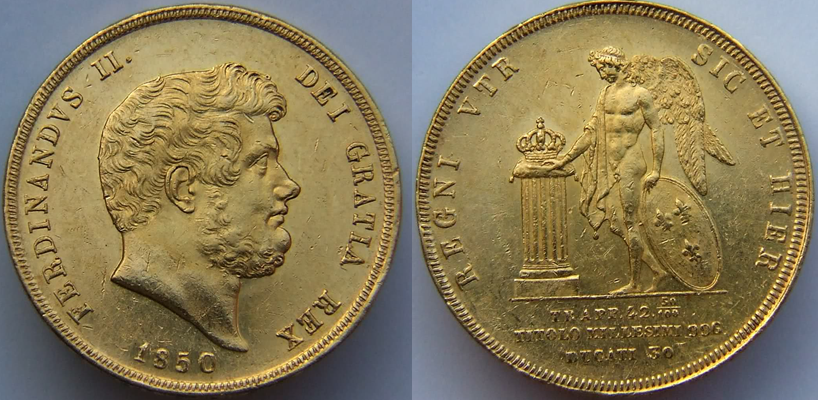
Pièce de 30 ducats (1850, or, 37.87 g, recto-verso) figurant Ferdinand II.

### Pièces de monnaie
À partir de 1816 furent frappées des monnaies :
- en cuivre, appelées tornesi pour des valeurs de 10, 8, 5, 4, 3, 2, 1 ½, 1, et ½.
- en argent appelée grano pour des valeurs de 10 (appelée carlino), 20 (appelée tarì), 60 (mezza piastra), 120 (piastra, 27,45 g).
- en or, pour des valeurs de 3, 6, 15 et 30 ducats au titrage de 996 millièmes.

### Billets de banque
Dans le royaume, circulent des billets émis par la Banque nationale piémontaise, une société privée fondée à Turin en 1849. Elle est en lien avec la banque des Deux-Siciles, basée à Naples et de sa filiale, la banque de Sicile, à Palerme, parfois appelée Banque de Naples et de Sicile, qui n'émettra jamais aucun billet, mais des chèques endossables, des lettres de change, etc. En revanche, en 1860, quand elle devient la Banco di Napoli (en), son taux de couverture est de 140 %, le plus élevé de l'Italie. Ce qui signifie qu'elle est une banque de réserve et d'épargne, et possède un passif à risque peu élevé. En 1859, les réserves conjointes des banques de Naples et de Sicile se montent à 127,6 millions de lires contre 33,3 millions seulement pour la Banque piémontaise. Le royaume était donc sain sur le plan financier.